# Зільберштейн Михайло Нафтулович
Михайло Нафтулович Зільберштейн (1914, місто Бердичів, тепер Житомирської області — ?) — радянський державний діяч, голова Єврейського облвиконкому.

## Життєпис
Народився в єврейській родині.
Член ВКП(б).
У 1940 — грудні 1941 року — заступник голови виконавчого комітету Єврейської обласної ради депутатів трудящих.
У грудні 1941 — липні 1947 року — голова виконавчого комітету Єврейської обласної ради депутатів трудящих.
З липня 1947 року — слухач Хабаровської крайової партійної школи.
До жовтня 1950 року — начальник виробничо-технічного відділу будівельно-монтажного управління № 7 Міністерства нафтової промисловості СРСР.
15 жовтня 1950 року заарештований органами МДБ СРСР. 23 лютого 1952 року засуджений до 25 років позбавлення волі.
28 грудня 1955 року звільнений із ув'язнення та реабілітований.